# Subsignal
Subsignal ist eine Progressive-Rock-Band, die 2007 von den (ehemaligen) Sieges-Even-Mitgliedern Markus Steffen und Arno Menses gegründet wurde.

## Bandgeschichte
Subsignal wurde 2007 von Markus Steffen und Arno Menses zunächst als Nebenprojekt gegründet. Nach der Auflösung von Sieges Even wurde Subsignal zur Hauptband und um Roel van Helden (Sun Caged) und Ralf Schwager und David Bertok (beide Dreamscape) erweitert. Das im September 2009 erschienene Debüt-Album Beautiful & Monstrous wurde im Kohlekeller-Studio mithilfe von Kristian Kohlmannslehner, der bereits für Sieges Even produziert hatte, aufgenommen und produziert. Es wurde von der Fachpresse gelobt. Es wurde bereits vor der Veröffentlichung auf dem Night of the Prog vorgestellt, nach der Veröffentlichung absolvierte die Band Tourneen mit Jane und Saga.
Am 30. September 2011 erschien das zweite Album mit dem Titel Touchstones, welches erneut von der Fachpresse positiv besprochen wurde und auf Platz 53 der deutschen Album-Charts einstieg. Die Band bestritt eine Europa-Tour in der Release-Woche, welches sie unter anderem auf die Festivals ProgPower Europe und Progressive Promotion führte. Im Frühjahr 2012 wurde Roel Van Helden durch den Dreamscape-Schlagzeuger Danilo Batdorf ersetzt. Die Band absolvierte eine erfolgreiche Europa-Tournee, welche im Live-Mitschnitt des Konzertes in Mannheim gipfelte. Die Live-DVD Out There Must Be Something erschien im Dezember 2012 und beinhaltet über zweieinhalb Stunden Live- und Bonusmaterial.
Am 30. Oktober 2013 erschien das dritte Album mit dem Titel Paraiso, erneut gelobt von der Fachpresse. Es stieg auf Platz 74 in die deutschen Album-Charts ein. Die Band bestritt wieder eine Europa-Tour nach der Veröffentlichung sowie einen Auftritt in Gettysburg, USA (Rights of Spring Festival). Nach der Paraiso-Tour wurden Danilo Batdorf und David Bertok ersetzt durch Dirk Brand (Schlagzeug) und Luca Di Gennaro (Soul Secret, Keyboards).
Ende Oktober 2015 erschien das vierte Studioalbum mit dem Titel The Beacons of Somewhere Sometime, das auf Platz 64 der deutschen Album-Charts einstieg. Der Release der neuen CD wurde von einer Deutschland-Tournee sowie von Festivalauftritten in Nürnberg (Generation Prog) und Essen (1st Space Prog Rock Night) begleitet. Im Juli 2016 war die Band darüber hinaus zum zweiten Mal auf dem Night of The Prog-Festival zu sehen. Im Januar 2017 folgte dann eine Double-Headliner-Tour mit der deutschen Band Blind Ego. Seit 2015 ist Markus Maichel von der deutschen Progressive-Rock-Band Dante Keyboarder bei Subsignal.
Im Jahr 2017 haben Subsignal einen Plattenvertrag bei dem deutschen Label Gentle Art of Music unterschrieben, das von den beiden RPWL-Musikern Kalle Wallner und Yogi Lang betrieben wird. Das fünfte Studioalbum von Subsignal, La Muerta, erschien am 25. Mai 2018 und stieg in der Erscheinungswoche auf Platz 51 der Deutschen Charts ein. Der Veröffentlichung folgte eine Europatournee sowie Auftritte auf den renonommierten Festivals ProgPower Europe und ProgPower USA. Im Frühjahr 2020 ist das Live-Album mit dem Titel A Song for the Homeless - Live in Rüsselsheim 2019 erschienen.
Im September 2021 veröffentlichten sie die (nur digital erhältliche) Single A Room On The Edge Of Forever.
Die Aufnahmen für das 6. Album A Poetry of Rain haben laut Angaben der Band im August 2022, das Album wurde im September 2023 erneut bei Gentle Art of Music veröffentlicht. Das Album wurde von Kalle Wallner und Yogi Lang (beide RPWL) produziert. Die A Poetry of Rain World Tour 2024 startete im März 2024.
Am 23. Februar 2025 wurde auf der Webseite der Band der Ausstieg von Arno Menses bekannt gegeben.

## Diskografie

### Alben
- 2009: Beautiful & Monstrous (ZYX/Golden Core Records)
- 2011: Touchstones (ZYX/Golden Core Records)
- 2012: Out There Must Be Something - Live DVD (ZYX/Golden Core Records)
- 2013: The Blueprint of a Winter (CD Single) (ZYX/Golden Core Records)
- 2013: Paraíso (ZYX/Golden Core Records)
- 2015: The Beacons of Somewhere Sometime (ZYX/Golden Core Records)
- 2018: La Muerta (Gentle Art of Music/Soulfood)
- 2018: A Canopy of Stars - The Best of Subsignal 2009-2015 (ZYX/Golden Core Records)
- 2020: A Song for the Homeless - Live in Rüsselsheim 2019 (Gentle Art of Music/Soulfood)
- 2023: A Poetry of Rain (Gentle Art of Music)

### Beiträge auf Kompilationen
- 2010: Progressive Rock Anthems (ZYX/Golden Core Records), ein Song von Subsignal (The Sea)
- 2018: Symphonic & Opera Metal Vol. 4 (ZYX/Golden Core Records), ein Song von Subsignal (A Myth Written On Water)

### Musikvideos
- 2013: Paraíso (Veröffentlichung auf YouTube)
- 2018: Even Though The Stars Don't Shine (Single Version, Veröffentlichung auf YouTube)
- 2018: La Muerta (Single Version, Veröffentlichung auf YouTube)
- 2021: A Room on the Edge of Forever (Digital Single, Gentle Art of Music, Veröffentlichung auf YouTube)